# Canon EOS 1300D
La Canon EOS 1300D è anche nota come Rebel T6 negli Stati Uniti o Kiss X80 in Giappone. 
Si tratta di una fotocamera DSLR prodotta da Canon. 
È stata lanciata da Canon nel marzo del 2016 a un prezzo suggerito di 516$ sul mercato statunitense. 
La EOS 1300D sostituisce il precedente modello EOS 1200D. I maggiori aggiornamenti rispetto alla versione precedente comprendono l'introduzione di sistemi di connessione Wi-Fi e NFC per il trasferimento delle immagini e/o per lo scatto remoto via smartphone attraverso l'applicazione Canon Camera Connect disponibile per iOS e Android.

## Caratteristiche
- Sensore CMOS APS-C a 18 megapixel effettivi
- 9 punti autofocus
- Sensibilità ISO 100 - 6400 (espandibile fino a 12800)
- Mirino con il 95% di copertura del campo di ripresa a una magnificazione di 0,8x
- Ripresa video Full HD (1080p) e 24, 25, 30[4] fps
- Ripresa video SD a 480p e 50 o 60 fps
- Scatto continuo a 3 fotogrammi al secondo
- Schermo LCD 4:3 da 3"

### Differenze rispetto alla Canon EOS 1200D
- Processore di immagini DIGIC4+ (invece che DIGIC4)
- Risoluzione dello schermo da 920.000 punti (la 1200D ne aveva 460.000)
- Connettività Wi-Fi e NFC